# Arghakhanchi
Arghakhanchi é um distrito da zona de Lumbini, no Nepal. A sua sede é a cidade de Sandhikharka.